# ジャクソン・ポロック

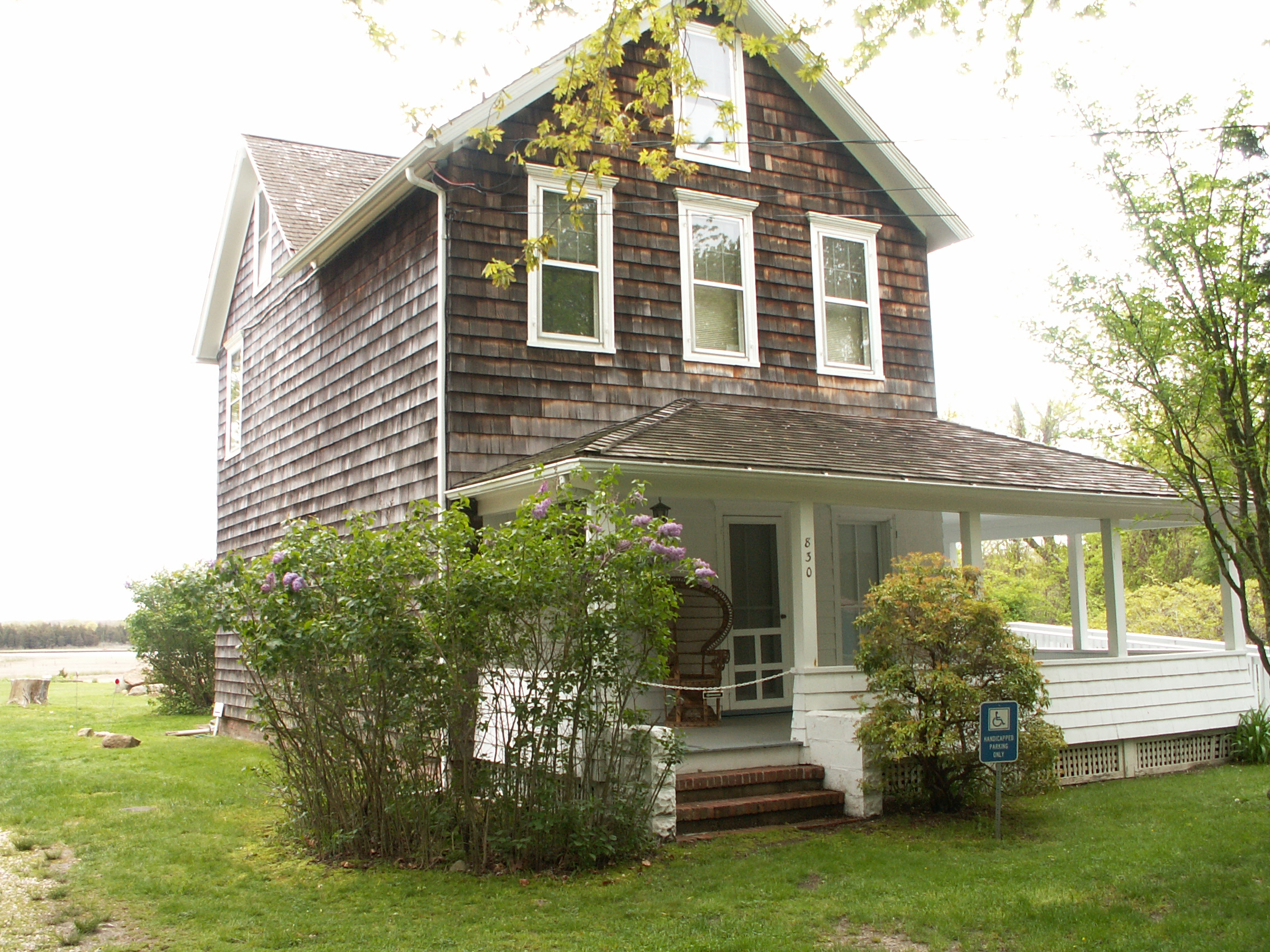
死の時までポロックが住んだニューヨーク、イーストハンプトンのスプリングスにあるポロックとリー・クラズナーの家。今はアメリカ合衆国国定歴史建造物に指定されている。

ジャクソン・ポロック（Jackson Pollock、1912年1月28日 - 1956年8月11日）は、20世紀のアメリカの画家。抽象表現主義（ニューヨーク派）の代表的な画家であり、彼の画法はアクション・ペインティングとも呼ばれた。抽象表現主義の画家たちの活躍により、1950年ごろから美術の中心地はパリではなくニューヨークであると考えられるようになった。

## 生い立ち

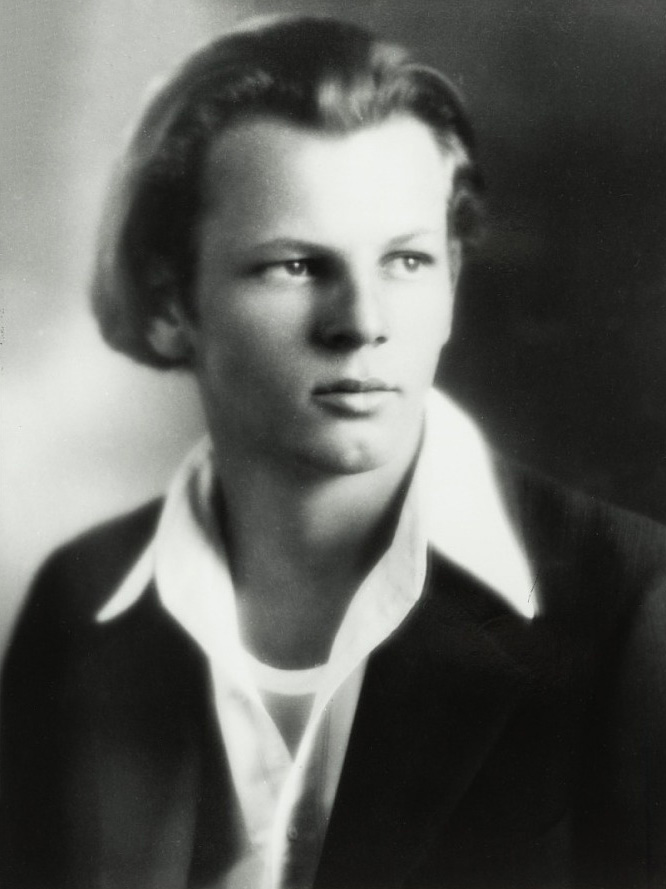
青年期（1928年）

1912年、ワイオミング州コーディに生まれた。1928年、ロサンゼルスのマニュアル・アーツ・ハイスクールに学び、1930年からニューヨークのアート・スチューデンツ・リーグでも学んだ。ここで当時全盛だったアメリカン・シーン派（地方主義）の画家トーマス・ハート・ベントンの指導を受けた。1935年から1942年にかけて、WPA（公共事業促進局）の連邦美術計画の仕事をした。これは、ニューディール政策の一環として、新進の画家に公共建築の壁画や作品設置などを委嘱したもので、マーク・ロスコ、ウィレム・デ・クーニングなど、のちに有名になる若い画家たちが参加した。ポロックも壁画で参加することになり、かねてから尊敬していたメキシコ壁画運動の作家ダビッド・アルファロ・シケイロスらの助手を務めた。巨大な壁という広い空間に、絵筆ならぬスプレーガンやエアブラシで描く現場に衝撃を受けたという。
またこの頃からアルコール依存症が始まり、ユング派の医師による精神分析の治療を受けた（のちにこの医院で医療行為として描かれたとされるポロックのデッサン等が売りに出され、遺族によって訴訟が起こされている）。

## アクション・ペインティング
第二次世界大戦中に戦禍を避けてアメリカに避難していたシュルレアリスト達との交流や、かねてから尊敬していたパブロ・ピカソやジョアン・ミロらの影響により、しだいに無意識的なイメージを重視するスタイルになった。1943年頃から、キャンバスを床に広げ、刷毛やコテで空中から塗料を滴らせ、線を描く「ポーリング」という技法を使いはじめる。はじめは遠慮がちに使っていたが、1947年から全面的に展開する。このころ、批評家のクレメント・グリーンバーグが「いくら称えようとしても称えるための言葉が存在しない」と最大級の賛辞を贈る一方、雑誌や新聞によってからかい半分の取り上げられ方をしている。床に置いて描くことはインディアンの砂絵の影響などによると言われる。
彼は単にキャンバスに絵具を叩きつけているように見えるが、意識的に絵具のたれる位置や量をコントロールしている。「地」と「図」が均質となったその絵画は「オール・オーヴァー」と呼ばれ、他の抽象表現主義の画家たち（ニューマン、ロスコら）とも共通している。批評家のハロルド・ローゼンバーグは絵画は作品というより描画行為の軌跡になっていると評し、デ・クーニングらとともに「アクション・ペインティング」の代表的な画家であるとした。

## 最期
アメリカを代表する画家と呼ばれるようになったプレッシャーや、アルコール依存症の再発、新たな画境が開けないなどの理由で、1951年ごろから混迷期に入った。黒いエナメル一色の作品を描いたり、具象的な絵を描いたり、色彩豊かな抽象に戻るなどの模索を繰り返した。そして1956年8月11日22時過ぎ、ニューヨーク郊外で若い愛人とその友人を巻き添えに自動車事故を起こし、44歳で死亡した。生き残った同乗者によると、ポロックは酒に酔い、ヒステリックに笑いながら猛スピードで車を飛ばしていた、という。
ポロックの生涯は、『ポロック 2人だけのアトリエ』（2000年）として映画化されている。原作はピュリッツァー賞を受賞した小説で、エド・ハリスが監督、主演、制作を務めた。

## 代表作
- 五尋の深み（1947年、ニューヨーク近代美術館）
- カット・アウト（1948年 - 1956年、大原美術館）
- インディアンレッドの地の壁画 (1950年、)
- 秋のリズム:ナンバー30（英語版）（1950年、メトロポリタン美術館）
- 緑・黒・黄褐色のコンポジション（1951年、DIC川村記念美術館）
- 収斂（1952年、バッファロー、オルブライト＝ノックス美術館）
- No. 5, 1948（英語版）（1948年、デヴィッド・ゲフィン蔵） ※絵画競売において最高落札額（2006年）